# Louis-Martin Berthault
Pour les articles homonymes, voir Berthault.
Louis Martin Berthault (dit Louis) est un architecte, décorateur, paysagiste et graveur français né à Paris le 30 septembre 1770 et mort à Tours le 16 août 1823.

## Biographie
Louis Berthault était issu d'une riche famille d'entrepreneurs parisiens originaires de Saint-Maur-des-Fossés. Des notices biographiques contradictoires le donnent tantôt pour autodidacte et tantôt pour élève de Charles Percier. 
Il perdit tôt son père et ses débuts furent encouragés par ses deux oncles : Jacques-Antoine Berthault (†1820), maître-maçon et important entrepreneur parisien, et Pierre-Gabriel Berthault (1737-1831), graveur réputé.
Dans une notice sur sa carrière rédigée en 1816, Berthault indique qu'après sa démobilisation en 1795, il devint inspecteur-surveillant à la manufacture Bourvallet d'Amiens, transformée en atelier d'armement sous la Révolution française. 
C'est à Amiens qu'il réalisa son premier jardin pour le négociant Augustin Debray, futur maire de la ville sous l'Empire.
En 1798, le banquier Récamier et son épouse Juliette, amis de la famille Berthault, le chargèrent des travaux de décoration intérieure de l'ancien hôtel Necker, rue du Mont-Blanc à Paris, dont ils venaient de faire l'acquisition. Le succès considérable de ces aménagements est rapporté par plusieurs contemporains comme l'Allemand Reichardt, qui séjourna à Paris entre 1802 et 1803, ou la duchesse d'Abrantès.
Grâce à l'appui des Récamier et de son oncle Jacques-Antoine Berthault devint alors un architecte à la mode. Botot, secrétaire de Barras, lui confia l'aménagement de son jardin sur la colline de Chaillot. 
Il travailla pour des financiers, munitionnaires et spéculateurs enrichis sous le Directoire : pour Ouvrard au château du Raincy ; pour Carvillon des Tillières au château de Pontchartrain (vers 1801) ; pour Sanguin de Livry au château de Stains ; pour le chimiste et munitionnaire Seguin au château de Jouy-en-Josas ; pour Perrin à Épinay-sur-Seine. Avec l'avènement de l'Empire en 1804, il bénéficia également de la clientèle d'aristocrates reprenant possession de leurs domaines à leur retour d'émigration, à l'image du comte Molé au château de Champlâtreux et de son beau-frère Christian de Lamoignon au château de Méry-sur-Oise, dont il fut chargé de transformer les jardins « à l'anglaise ».
Il bénéficia de la protection de l'impératrice Joséphine devenant architecte de la Malmaison en septembre 1805. Il sut conserver la confiance de l'Impératrice jusqu'à la mort de celle-ci en 1814. À La Malmaison il compléta les décors, construisit une nouvelle galerie pour abriter l'importante collection de tableaux et d'objets d'art, remania le parc en traçant une rivière et construisant le Temple de l'Amour.
Les commandes ne tardèrent pas à affluer de l'entourage de l'Impératrice ; Berthault fut appelé par la reine Hortense au château de Saint-Leu, par le général Bertrand à La Jonchère à Bougival, par la comtesse Duchâtel à Sceaux, par Charles François Gazzani, trésorier-payeur général du département de l'Eure à Condé-sur-Iton, par le général-prince Aldobrandini à Beauregard ou encore par le comte Gabriel d'Arjuzon à Louye.
En 1806, l'Impératrice l'imposa comme architecte du palais impérial de Compiègne, où il réalisa les décors et aménagea les jardins. Sa renommée devint rapidement internationale et ne pâtit pas de la chute du Premier Empire; la duchesse de Courlande lui commande un "boudoir turc".

## Réalisations et principaux projets

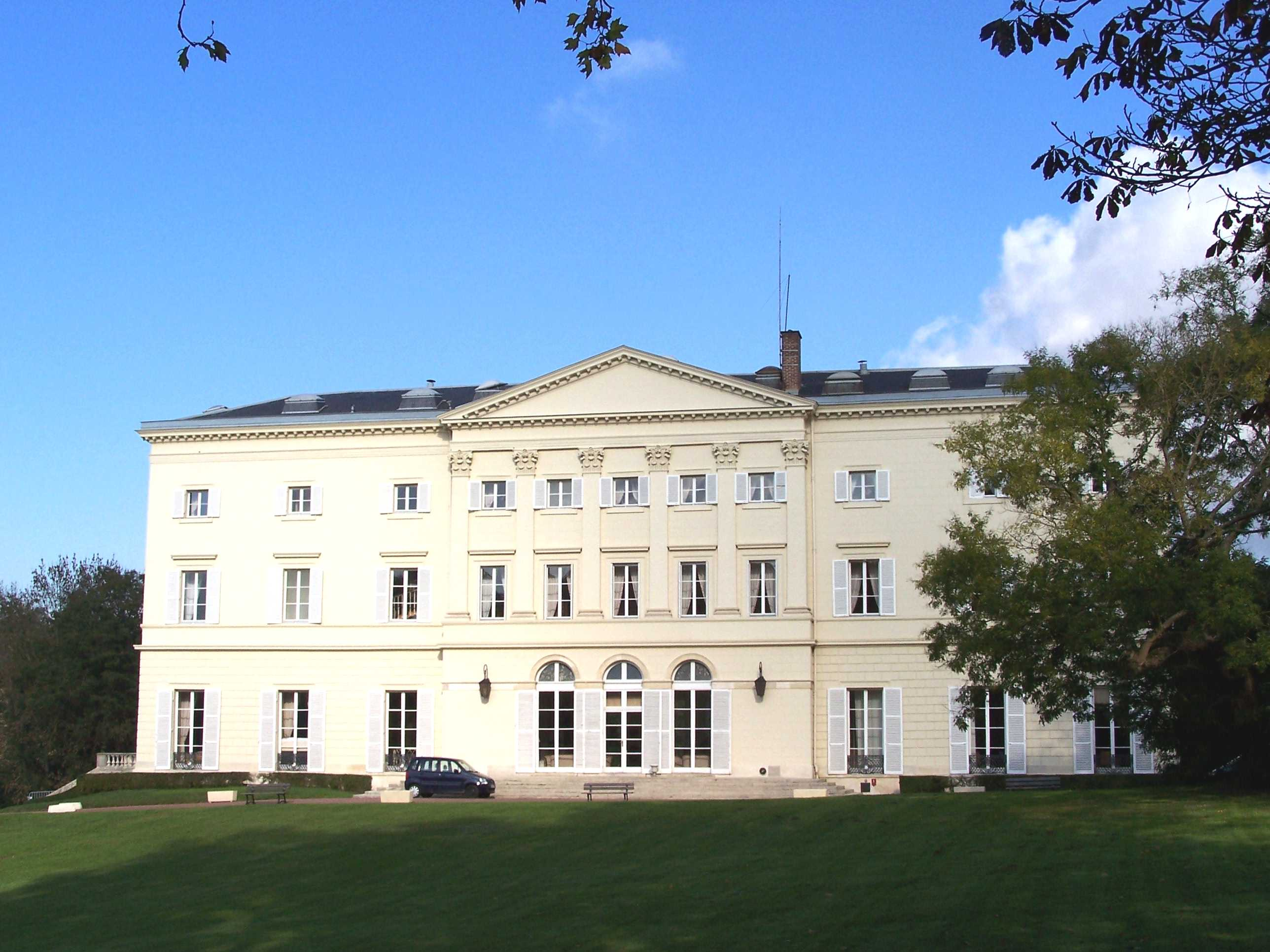
Château de Jouy-en-Josas.

Se consacrant principalement à des projets d'intérieurs et de jardins, il fut également graveur à l'aquatinte.
- Hôtel Necker, rue du Mont-Blanc, Paris (9e arrondissement), 1798 : travaux de décoration intérieure pour le banquier Récamier et son épouse Juliette ;
- Château de Pontchartrain, Jouars-Pontchartrain (Yvelines) : transformation du parc à l'anglaise pour le spéculateur Claude-Xavier Carvillon des Tillières, acquéreur du domaine en 1801 ;
- Château du Raincy, Le Raincy (Seine-Saint-Denis) : aménagement du parc à fabriques pour le financier Gabriel-Julien Ouvrard, occupant du château de 1799 à 1807 ;
- Château de Stains, Stains (Seine-Saint-Denis) : transformations pour Sanguin de Livry ;
- Château de Jouy-en-Josas, Jouy-en-Josas (Yvelines) : reconstruction du château pour le chimiste et munitionnaire Armand Seguin, acquéreur du domaine en 1801 ;
- Château d'Épinay, Épinay-sur-Seine (Seine-Saint-Denis) : transformations pour Perrin d'Épinay ;
- Château de Louye, Louye : restauration pour Jean-Marie d’Arjuzon, fermier général et dont la femme est dame d’honneur de la reine Hortense ;
- Château de Champlâtreux, Épinay-Champlâtreux (Val-d'Oise) : restauration pour le comte Molé ;
- Château de Méry-sur-Oise, Méry-sur-Oise (Val-d'Oise) : transformation des jardins « à l'anglaise » pour la vicomtesse Christian de Lamoignon[7].
- Château de la Petite Malmaison, Rueil-Malmaison (Hauts-de-Seine), 1807 : décoration des salons et création des jardins à l'Anglaise, pour l'impératrice Joséphine ;
- Château de Saint-Leu, Saint-Leu-la-Forêt (Val-d'Oise), 1805 : transformation du parc à l'anglaise pour la reine Hortense et son mari Louis Bonaparte, roi de Hollande ;
- parc de Prulay, 1807 ;
- aménagement du parc à l'Anglaise du château de Malmaison, 1808 ;
- parc du château de Navarre près d'Évreux, 1808 ;
- Villeneuve-l'Étang, 1808 ;
- restauration du château de Compiègne, 1808-1811 ;
- Parc du "Moulin-Joly" à Colombes 1812 ;
- Parc du Château de Gerbéviller, 1816 ;
- jardins du château de Courson (Essonne), pour les Arrighi de Casanova 1822 ;
- aménagement des jardins du Pincio à Rome ;
- parc du château des Fontaines à Chantilly.

## Sources
- Jean-Denys Devauges, « Louis-Martin Berthault, architecte, décorateur, paysagiste », in : 1810. La politique de l'amour : Napoléon Ier et Marie-Louise à Compiègne, Paris, Réunion des musées nationaux, 2010, 208 p. (ISBN 978-2-7118-5702-9), p. 48-51